# 환생 (2005년 영화)
《환생》(원제: 윤회, 이탈리아어: Rinne, 영어: Reincarnation, 일본어: 輪廻)은 시미즈 다카시 감독의 작품이자 2005년의 일본 영화이다. 2005년 10월 제18회 도쿄국제영화제에서 처음 상연되었다. 대한민국에서는 2006년 6월 8일에 개봉되었다. 유카 주연. 일본에서는 J 호러 시어터 제2탄으로 제작되어, 2005년 도쿄 국제 영화제에 특별 초청되었다.

## 출연진
- 유카 - 스기우라 역
- 시이나 깃페이 - 마츠무라 역
- 후지 타카코
- 후루야 야스토키
- 하루타 아츠시
- 이토 히로토
- 카리나 - 키노시타 아요이 역
- 코이치 만타로
- 마츠모토 마리카
- 모치즈키 토모코
- 오구리 슌 - 오니시 카즈야 역
- 오카자키 히로시
- 산조 미키
- 스기모토 테타

## 제작진
- 감독 : 시미즈 다카시
- 프로듀서 : 이치세 타카히사
- 각본 : 시미즈 다카시, 아다치 마사키
- 음악 : 카와이 켄지
- 주제가 : 오우기 아이나 〈윤회〉
- 소설 : "윤회" 오오이시 케이 (카도카와 호러 문고)
- 제작 프로덕션 : 오즈
- 배급 : 도호